# Pfaffenhütchen-Schmalzünsler

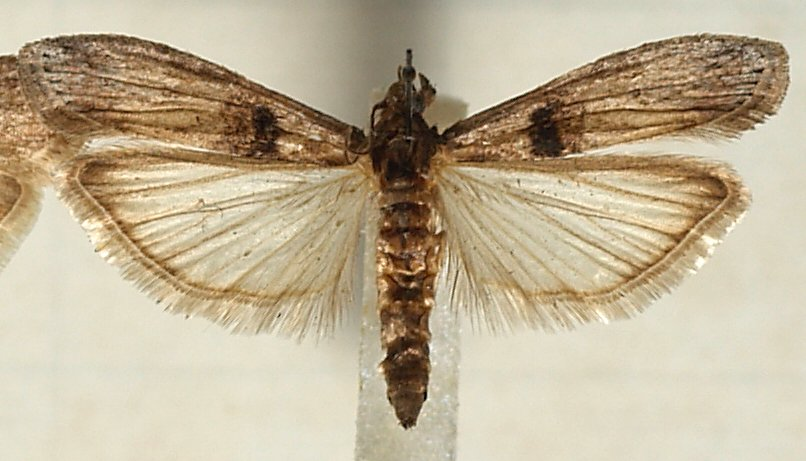
Präpariertes Exemplar

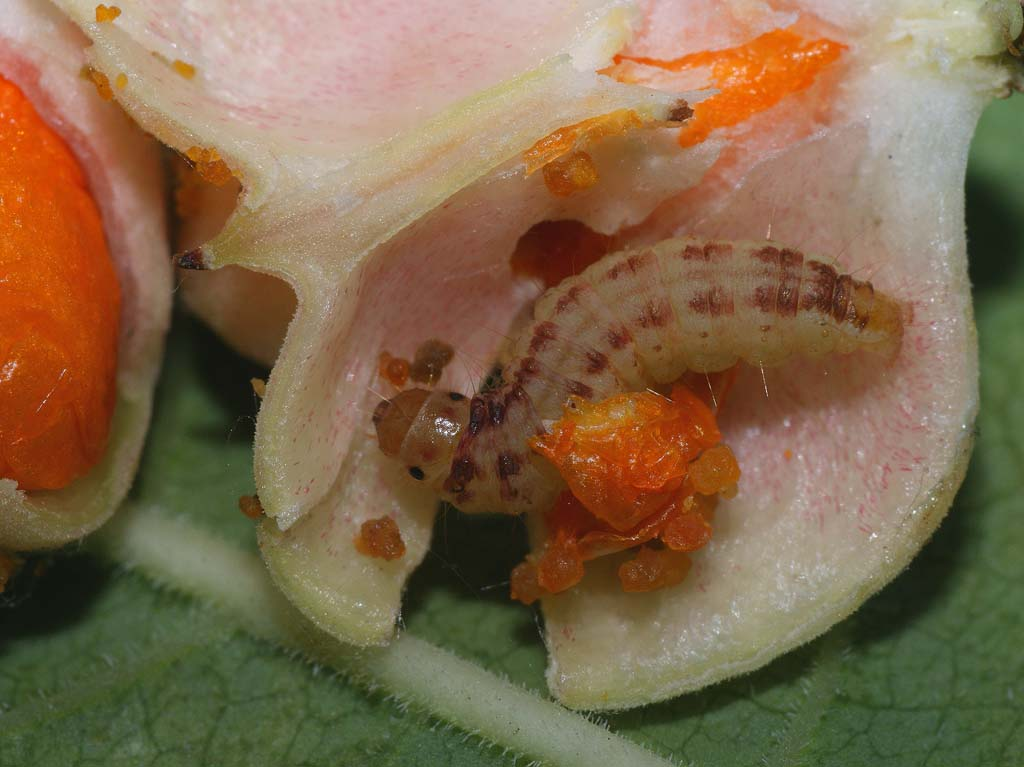
Raupe in der Frucht eines Spindelstrauchs

Der Pfaffenhütchen-Schmalzünsler (Nephopterix angustella) ist ein Kleinschmetterling aus der Familie der Zünsler (Pyralidae). 

## Merkmale
Die Zünsler besitzen eine Flügelspannweite von 20–25 mm. Die Grundfarbe der Vorderflügel ist hell-beige mit rotbraunen Sprenkeln. Etwa auf einem Drittel der Flügellänge verläuft ein schwarzes Querband, das jedoch nicht bis zum vorderen Flügelrand reicht. In Ruhestellung bildet dieses Querband einen Höcker bestehend aus aufgerichteten schwarzen Schuppenbüscheln. Zusätzlich befindet sich hinter diesem Querband ein ockerfarbenes Querband. Aufgrund seiner Musterung ist der Schmetterling leicht von anderen Arten unterscheidbar. Die weißen Hinterflügel sind bräunlich umrandet. Die Raupen besitzen eine bräunliche Kopfkapsel. Ansonsten variiert ihre Färbung zwischen grünlich, bräunlich und hellbeige.

## Verbreitung
Der Pfaffenhütchen-Schmalzünsler ist in Europa weit verbreitet. Im Norden reicht sein Vorkommen bis nach Süd- und Mittel-Skandinavien. In Großbritannien kommt die Art hauptsächlich im Süden Englands vor, ist dort aber selten.

## Lebensweise
Die Zünsler beobachtet man gewöhnlich an Heckensäumen und in Gebüschen. Die Art bildet zwei Generationen im Jahr. Die Schmetterlinge fliegen üblicherweise von April bis Juli sowie von September bis November. Die Wirtspflanze der Schmetterlingsart bildet der Gewöhnliche Spindelstrauch (Euonymus europaeus), auch bekannt als „Pfaffenhütchen“. Als weitere Futterpflanzen werden der Japanische Spindelstrauch (Euonymus japonicus) sowie die Gewöhnliche Traubenkirsche (Prunus padus) genannt. Die Raupen entwickeln sich im Innern der Früchte ihrer Wirtspflanzen. Die Verpuppung findet in einem Kokon auf dem Boden statt.

## Taxonomie
In der Literatur finden sich folgende Synonyme:
- Actenia angustalis (Hübner, 1796)
- Alispa angustella (Hübner, 1796)
- Tinea angustella Hübner, 1796